# جدیدالاسلام
جدیدالاسلام یا نو اسلام به کلیهٔ افراد و طوایفی که به تازگی به دین اسلام می‌گروند گفته می‌شود. معمولاً این افراد از دین یهودیت، مسیحیت، زرتشتی یا سایر ادیانی بودند که در ایران یافت می‌شد و طی مراسمی به دین اسلامی می‌گرویدند. بسیاری دارای نام خانوادگی جدیدالاسلام بوده و هستند.

## یهودیان جدیدالاسلام
در قرن هجدهم و نوزدهم و بعد از حضور دول اروپایی در خاورمیانه درگیریهای شدیدی بین مسلمانان و یهودیان در قسمتهای مختلف ایران اتفاق افتاد. در بسیاری موارد برای پایان درگیری حاکم و روحانیون این قسمتها یهودیان را به زور وادار به مسلمان شدن کردند. بسیاری از این افراد در خفا به دین قبلی خود پایبند بودند و دارای وضعیت آنوسی بودند. معروفترین این گروه‌ها کسانی هستند که در واقعه الله داد در مشهد در سال ۱۸۳۹ میلادی به زور مسلمان شدند. بسیاری از این افراد بعد از تشکیل کشور اسرائیل و مهاجرت به این کشور به دین قبلی خود بازگشتند.

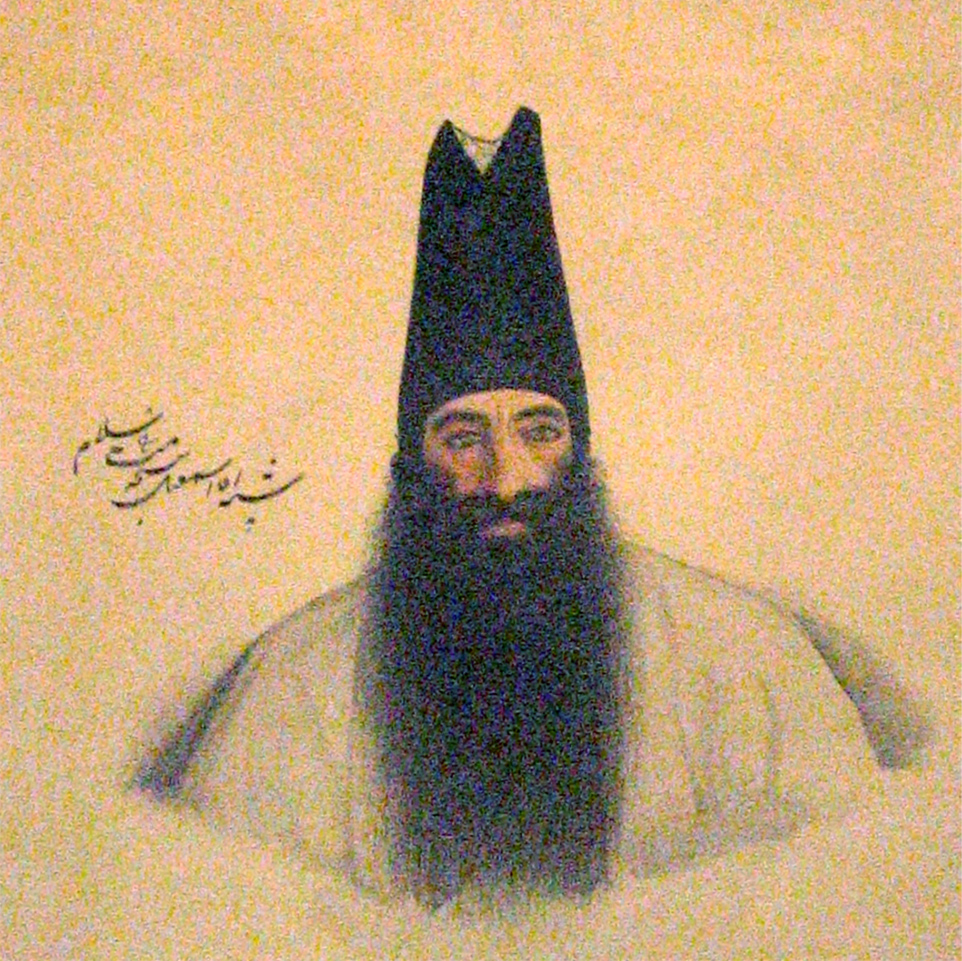
آقا اسمعیل جدیدالاسلام که از خانواده یهودی اصفهانی بود و در دربار قاجار به قدرت زیادی رسید.

بسیاری از جدیدالاسلام های یهودی بعد از گرویدن به اسلام به قدرت زیادی دست یافتند زیرا ممنوعیتهای شرعی که بر روی یهودیان وجود داشت از آنان برداشته می‌شد. از جدیدالاسلام های یهودی معروف می‌توان به حاج ابراهیم کلانتر، رشیدالدین فضل‌الله همدانی، آقا اسماعیل جدیدالاسلام، محمدرضا جدیدالاسلام و بسیاری دیگر اشاره کرد (ببینید :تاریخ یهودیان در ایران).

## از مسیحیت
در زمان درگیری ایران و کشورهای شمال ایران بارها مسیحیان ارتدوکس به درون ایران کوچانده شدند. بسیاری از این افراد به زور یا تحت میل خود به اسلام گرویدند و دارای وضعیت جدیدالاسلام شدند. بیشتر این افراد دارای پیشینه گرجی و ارمنی بودند. از جمله این افراد میتوان از میرزا محمدصادق فخرالاسلام یاد کرد.
بعضی از اروپاییانی که به عنوان مبلغ مذهبی یا سفر به ایران آمده بودند نیز به دین اسلام گرویدند. از جمله این افراد می‌توان به آنتونین عیسوی که بعد از گرویدن به اسلام علیقلی جدیدالاسلام نام گرفت  یاد کرد.

## از دین زرتشتی
در کرمان به بزرگِ خانوادهٔ حجتی کرمانی یعنی پدر محمدجواد حجتی کرمانی و علی حجتی کرمانی) میرزا عبدالحسین حجتی کرمانی که از خاندان موبدان زرتشتی بوده و در اواخر قرن گذشته به اسلام و تشیع گرویده‌اند نیز جدیدالاسلام گفته می‌شود.

## از دین هندو
جدیدالاسلام نامِ برخی طایفه‌های سیستانی استان سیستان و بلوچستان نیز می‌باشد. اجداد این طایفه پیرو دین هندو بوده‌اند و بعد از آن مسلمان شدند و چون ادامه زندگی در هندوستان برایشان مشکل بوده، به ایران کوچ و در سیستان اسکان می‌یابند و هم‌اکنون در شهرستان زابل و مناطق همجوار شهر زابل زندگی می‌کنند. مردم این طایفه به گویش سیستانی تکلم می‌کنند.